# Idalima affinis
Idalima affinis är en fjärilsart som beskrevs av Jean Baptiste Boisduval 1832. Idalima affinis ingår i släktet Idalima och familjen nattflyn. Inga underarter finns listade i Catalogue of Life.